# T. S. Eliot
Pour les articles homonymes, voir Eliot.
T. S. Eliot, de son nom complet Thomas Stearns Eliot, né le 26 septembre 1888 à Saint-Louis (Missouri) et mort le 4 janvier 1965 à Londres est un poète, dramaturge et critique littéraire américain naturalisé britannique. Il a reçu le prix Nobel de littérature en 1948.
Il est d'abord proche de la modernité poétique américaine et du groupe formé autour d'Ezra Pound, qui publie dans sa revue le poème d'Eliot La Chanson d'amour de J. Alfred Prufrock (1917), et à qui est dédié La Terre vaine (1922). Après sa conversion à l'anglicanisme et sa naturalisation britannique, il se tourne vers une écriture centrée sur la spiritualité, représentée notamment par Quatre Quatuors (1939-1942), recueil qui lui vaudra le prix Nobel de littérature en 1948. Il écrit également sept pièces de théâtre et un grand nombre d'essais sur la poésie et sur des auteurs comme William Shakespeare, Dante Alighieri et Ezra Pound.

## Biographie

### Famille et enfance
T. S. Eliot est né dans une famille aisée de Saint-Louis dans le Missouri. Son père, Henry Ware Eliot, était un homme d'affaires influent et sa mère, Charlotte Champe Stearns, fut enseignante avant d'écrire de la poésie. Thomas était leur dernier enfant ; ses parents avaient 44 ans quand il est venu au monde, ses sœurs avaient de 11 à 18 ans de plus que lui, son frère 8 de plus.
Son grand-père, William Greenleaf Eliot, était un pasteur unitarien qui s'installa à Saint-Louis quand elle n'était encore qu'une ville-frontière et qui participa à l'établissement de plusieurs des institutions municipales, dont l'université Washington de Saint-Louis. L'un de ses lointains cousins était Charles William Eliot, Président de l'université Harvard de 1869 à 1909, alors qu'un autre, Tom Eliot, était chancelier de l'université de Washington.

### Éducation
De 1898 à 1905, Eliot est externe à la Smith Academy de St Louis, une classe préparatoire à l'Université Washington, il y étudie les lettres, le latin, le grec, le français et l'allemand. Il fait un an à la Milton Academy (en) dans le Massachusetts, près de Boston, où il fait la connaissance de Scofield Thayer qui publie plus tard son poème La Terre vaine (The Waste Land). Il étudie à Harvard de 1906 à 1909, où il publie ses premiers poèmes dans la revue The Harvard Advocate et où il se lie d'amitié avec Conrad Aiken. En 1910, il obtient son Master, puis continue ses études à la Sorbonne à Paris (1910-1911), où il suit notamment les cours de Henri Bergson et d'Alain-Fournier[source insuffisante]. Il se lie alors d'amitié avec un jeune Français étudiant en médecine, féru comme lui de littérature et de poésie, Jean-Jules Verdenal (né en 1890 à Pau, mort en 1915 dans les Dardanelles) avec lequel il correspond lors de son retour aux États-Unis. Il part en effet pour Harvard et il y poursuit des études de philosophie. Il achève brillamment une thèse sur le philosophe hégélien Bradley. Il se passionne pour la philologie indo-aryenne et le bouddhisme.
En 1914, il obtient une bourse pour étudier au Merton College d'Oxford. Il visite l'Allemagne et prévoit de faire un trimestre de philosophie à l'université de Marbourg pendant l'été, mais la Première Guerre mondiale éclate et il se rend au Royaume-Uni. Il n'est pas heureux au Merton College et décline une bourse de seconde année.
Il travaille sur sa thèse qu'il envoie à Harvard et qui est acceptée. En revanche n'étant pas présent pour sa soutenance, il n'obtient pas son PhD.
Durant ses années estudiantines, il côtoya George Santayana, Irving Babbitt, Henri Bergson, C.R. Lanman, Josiah Royce, Bertrand Russell et Harold Joachim.

### Période britannique

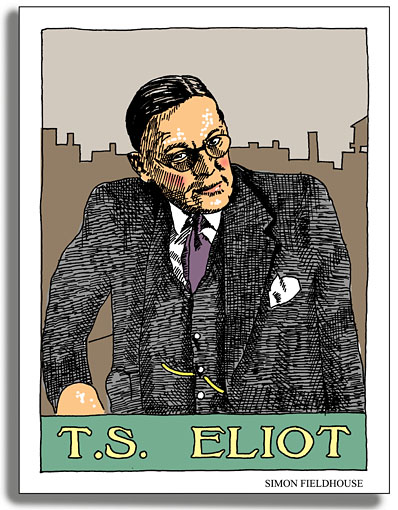
Dessin de Simon Fieldhouse.

Dans une lettre à Conrad Aiken écrite en décembre 1914, Eliot se plaint d'être toujours vierge, ajoutant : « Je suis dépendant des femmes. Je veux dire de la compagnie des femmes. » Quatre mois plus tard, il est présenté à Vivienne Haigh-Wood et ils se marient le 26 juin 1915. En 1960, Eliot écrivit : « Je me suis convaincu d'être amoureux de Vivienne simplement parce que je voulais rester en Angleterre et me forcer à rester en Angleterre. Et elle s'est convaincue (sous l'influence de Pound) qu'elle pourrait sauver un poète en le forçant à rester en Angleterre. Le mariage ne lui a apporté aucun bonheur… À moi, il m'a mis dans un état d'esprit qui aboutira à The Waste Land. »
Admirateur de Charles Maurras, il fut déçu par sa condamnation par Pie XI en 1926 ; elle le détourna du catholicisme comme nombre de partisans de la High Church. En 1927, T.S. Eliot devient citoyen britannique et se convertit à la religion anglicane.
Eliot se sépare de sa femme en 1933. Elle le poursuit, adhère même au British Union of Fascists (union britannique des fascistes) dans l'espoir de regagner les faveurs de son époux qui avait exprimé son admiration pour Mussolini et assiste à ses conférences pour lui demander de revenir à la maison. Elle fut internée dans un asile psychiatrique pendant les neuf dernières années de sa vie sans qu'Eliot vienne lui rendre visite.
Son second mariage, bien que presque aussi court, fut heureux. Il épouse Esme Valerie Fletcher, sa secrétaire depuis août 1949 et qui est de trente-huit ans sa cadette, le 10 janvier 1957. Valerie passa ses années de veuvage à préserver l'œuvre de son mari ; elle édite et annote les Lettres de T.S. Eliot ainsi que le fac-simile de The Waste Land.
Eliot meurt d'un emphysème à sa maison à Kensington à Londres, le 4 janvier 1965. Ses cendres sont déposées en l'église de Saint Michael dans le village de East Coker d'où les ancêtres d'Eliot étaient originaires avant d'émigrer aux États-Unis. Au deuxième anniversaire de sa disparition, une plaque commémorative est apposée au Coin des poètes dans l'abbaye de Westminster.

## Son œuvre
T.S. Eliot a passé sa vie au Royaume-Uni à partir de 1914. Auparavant, en 1910, il a séjourné à Paris dans le quartier du Montparnasse, où il a rencontré d'autres artistes éminents de son temps. Man Ray fera son portrait. Il s'absorbe dans l'étude du sanskrit et des religions orientales. Il est alors étudiant de Georges Gurdjieff.

### Poésie
En 1915, Ezra Pound, alors éditeur international du magazine Poetry, recommande, à sa directrice et fondatrice Harriet Monroe, la publication de La Chanson d'amour de J. Alfred Prufrock, où le jeune poète de vingt-sept ans a parfaitement réussi à capter les états d'âme d'un homme de quarante ans.
En octobre 1922, Eliot publie The Waste Land (La Terre vaine) dans la revue qu'il a fondée, The Criterion (1922-1939). Ce poème, écrit au moment où Eliot souffre au niveau personnel et familial (son mariage va à vau-l'eau) entre en résonance avec les peines de l'époque et de la génération perdue qui revient de la Première Guerre mondiale ; il devient l'un des modèles de la nouvelle poésie britannique. Avant même sa publication en livre (décembre 1922), T.S. Eliot prend ses distances avec le ton du poème qu'il juge par trop sombre : « En ce qui concerne The Waste Land, c'est une chose du passé et je me sens tourné vers l'avenir et vers une nouvelle forme et un nouveau style », écrit-il à Richard Aldington en novembre de la même année.
En dépit de la forme complexe du poème, des changements brusques de narrateur, de temps, de lieux, en dépit des références nombreuses et élégiaques à d'autres cultures et d'autres religions, The Waste Land est devenu un phare de la littérature moderne dont certaines phrases sont entrées dans l'anglais courant : April is the cruellest month — « Avril est le mois le plus cruel » ; I will show you fear in a handful of dust — « Je vais vous montrer la peur en une poignée de poussières » ; ou Shantih shantih shantih.
La période qui suit sa conversion est, assez naturellement, religieuse, mais s'attache aussi à l'héritage britannique et à ses valeurs. En 1928, T.S. Eliot résume son sentiment dans la préface de son livre For Lancelot Andrewes : « Le point de vue général peut être décrit comme classique dans sa forme, royaliste dans ses idées et anglo-catholique [sic] dans ses convictions. » Cette période voit la publication du Mercredi des cendres – Ash Wednesday, du Voyage des mages – The Journey of the Magi et des Quatre Quatuors – Four Quartets, qu'Eliot considérait comme son chef-d'œuvre et qui est basé sur les quatre éléments et sur quatre aspects du temps : théologique, historique, physique et humain. Les Quatre Quatuors, écrits de 1935 à 1944, le signalent à l'attention des jurés du prix Nobel de littérature, lequel lui sera décerné en 1948.

## Œuvres

### Poésie et essais
- Prufrock and Other Observations, 1917
- Ara vos prec
- La Terre vaine, 1922 (The Waste Land)
- Les Hommes creux (The Hollow Men), 1925
- Ash Wednesday
- Animula
- Quatre Quatuors (Four Quartets)
- The Sacred Wood
- On Poets and Poetry
- Notes Towards a Definition of Culture
- The Dark side of the Moon, 1947
- Old Possum's Book of Practical Cats (dont la comédie musicale Cats s'est inspirée)

### Théâtre
Les pièces de théâtre écrites par Eliot, la plupart en vers.
- Sweeney Agonistes ; 1925,
- Le Roc ; 1934 (The Rock)
- Meurtre dans la cathédrale ; 1935,
- Réunion de famille ; 1939 (The Family Reunion)
- The Cocktail Party ; 1950,
- L'Employé de confiance ; 1953 (The Confidential Clerk)
- L'Homme d'État âgé ; 1958 (The Elder Statesman)

Meurtre dans la cathédrale raconte la mort de Thomas Becket, Eliot raconte qu'il a été influencé, entre autres, par les œuvres du prêcheur Lancelot Andrewes. Cette œuvre a été créée en France et mise en scène par Jean Vilar en 1945 au théâtre du Vieux-Colombier à Paris, puis au festival d'Avignon. On a aussi pu en voir une version télévisée en 1967 (en noir et blanc), avec Alain Cuny dans le rôle principal.

### Autres
Eliot est choisi pour faire partie du comité pour une nouvelle traduction de la Bible en anglais moderne.
En 1930, il publie la traduction anglaise du poème Anabase de Saint John Perse, agrémentée d'une préface (Londres, Faber & Faber Ltd).
En 1939, il publie un livre de poésie pour enfants, Old Possum's Book of Practical Cats qui, après sa mort, fut utilisé dans la comédie musicale à succès, Cats d'Andrew Lloyd Webber.
Eliot est cité dans un épisode (L'Expérience Lazarus) de la série SF Doctor Who : « C'est ainsi que prend fin le monde, pas dans une explosion mais dans un gémissement ».
Eliot est cité dans l'épisode 18 de la saison 5 de la série The Big Bang Theory : « C'est ainsi que prend fin le monde, pas avec une explosion mais avec un neveu».
Eliot est cité au début de la série "Le Fléau" tiré du roman de Stephen King réalisée en 1994 avec Gary Sinise
Dans les films A love song for Bobby Long et IO, respectivement John Travolta et Margaret Qualley citent T.S. Eliot : « Jamais nous ne cesserons notre exploration et le terme de notre quête sera d'arriver à l'endroit que nous avons quitté et de le percevoir tel qu'il est. »
Le compositeur Igor Stravinsky a écrit en 1965 un Introitus à la mémoire de T.S. Eliot.
La compositrice russe Sofia Goubaïdoulina a écrit en 1987 un Hommage à T.S. Eliot pour octuor et soprano.
Le groupe de metal progressif français Hord rend très largement hommage au poète dans ses concepts albums, The Waste Land (2010) et The Book of Eliot (avril 2013).
La lettre encyclique Lumen fidei, du 5 juillet 2013, cite un poème d'Eliot dans lequel la foi est mise en relation avec l'existence d'une société éduquée : « Avez-vous peut-être besoin qu'on vous dise que même ces modestes succès / qui vous permettent d'être fiers d'une société éduquée / survivront difficilement à la foi à laquelle ils doivent leur signification. »
Lors d'une scène de It Follows de David Robert Mitchell (2014), une professeure de littérature lit à voix haute le poème The Love Song of J. Alfred Prufrock. Le passage cité est une méditation sur la mort imminente, ce qui pourrait faire écho au danger se rapprochant de Jay, l'héroïne du film d'horreur.

## Traductions françaises
- Poésie, traduit par Pierre Leyris, Paris, Le Seuil, 1947, 1950, 1969.
- Meurtre dans la cathédrale, traduit par Henri Fluchère, Paris, Le Seuil, 1949.
- Essais Choisis, traduit par Henri Fluchère, Paris, Le Seuil, 1950.
- La Coktail Party suivi de La Réunion de famille, traduit par Henri Fluchère, Paris, Le Seuil, 1952.
- De la poésie et de quelques poètes, traduit par Henri Fluchère, Paris, Le Seuil, 1957.
- Dante, traduit par Bernard Hœpffner, Climats, 1991
- La Terre gaste, traduit par Michèle Pinson, lithographies de François Righi, Le Tailleur d'images, 1995
- Ezra Pound, sa métrique et sa poésie, traduit par Philippe Blanchon, Éditions de la Nerthe, 2015
- Les hommes creux, cinq poèmes traduits par Aurélien Galateau et François Heusbourg, tirage limité à 19 exemplaires, Éditions Unes, 2015

## Récompenses
- Ordre du Mérite par le roi George VI (Royaume-Uni, 1948)
- Prix Nobel de littérature pour « accomplissements remarquables comme pionnier de la poésie moderne ». (Stockholm, 1948)
- Officier de la Légion d'honneur (1951)
- Prix Hanseatic Goethe (Hambourg, 1955)
- Médaille Dante (Florence, 1959)
- Commandeur de l'ordre des Arts et des Lettres, (1960)
- Médaille présidentielle de la Liberté (États-Unis, 1964)
- diplômes honoris causa divers et variés
- à titre posthume, deux Tony Awards (1983) pour son recueil de poèmes Old Possum's Book of Practical Cats, utilisé comme base de scénario dans la comédie musicale Cats
- l'Eliot College de l'université du Kent, au Royaume-Uni est nommé ainsi en son honneur[13].

#### Bases de données et dictionnaires
- Ressources relatives à la littérature :   - Academy of American Poets
  - Internet Speculative Fiction Database
  - Modern American Poetry
  - The Paris Review
  - Poetry Archive
  - Poetry Foundation
- Ressources relatives à la musique :   - Carnegie Hall
  - Discogs
  - Grove Music Online
  - MusicBrainz
  - Muziekweb
  - Répertoire international des sources musicales
- Ressources relatives aux beaux-arts :   - British Museum
  - National Portrait Gallery
  - Royal Academy of Arts
  - Te Papa Tongarewa
  - Union List of Artist Names
- Ressources relatives au spectacle :   - Archives suisses des arts de la scène
  - Les Archives du spectacle
  - Internet Broadway Database
  - Kunstenpunt
- Ressources relatives à l'audiovisuel :   - Filmportal
  - IMDb
- Ressource relative à la bande dessinée :   - Comic Vine
- Notices dans des dictionnaires ou encyclopédies généralistes :   - American National Biography
  - Britannica
  - Brockhaus
  - Den Store Danske Encyklopædi
  - Deutsche Biographie
  - Enciclopedia italiana
  - Enciclopedia De Agostini
  - Enciclopédia Itaú Cultural
  - Gran Enciclopèdia Catalana
  - Hrvatska Enciklopedija
  - Internetowa encyklopedia PWN
  - Nationalencyklopedin
  - Munzinger
  - Oxford Dictionary of National Biography
  - Proleksis enciklopedija
  - Store norske leksikon
  - Treccani
  - Universalis
- Notices d'autorité :   - VIAF
  - ISNI
  - BnF (données)
  - IdRef
  - LCCN
  - GND
  - Italie
  - Japon
  - CiNii
  - Espagne
  - Belgique
  - Pays-Bas
  - Pologne
  - Israël
  - NUKAT
  - Catalogne
  - Suède
  - Vatican
  - WorldCat